# Live Anthology
Live Anthology è un album dal vivo del cantautore italiano Edoardo Bennato, pubblicato nel 2018 dalla Cheyenne Records.

## Tracce

### Disco 1
1. Venderò - 4:01
2. Dotti, medici e sapienti - 2:39
3. La fata - 4:12
4. E' stata tua la colpa - 4:44
5. Mangiafuoco - 6:24
6. L'isola che non c'è - 3:46
7. Vendo Bagnoli - 5:02
8. Sotto Viale Augusto - 2:52
9. E' asciuto pazzo 'o padrone - 3:03
10. Non è amore - 3:26
11. Pronti a salpare - 4:16
12. La calunnia è un venticello - 3:53
13. A Napoli 55 è a musica - 9:59
14. Le ragazze fanno grandi sogni - 3:18
15. Il rock di Capitan Uncino - 7:50

Durata: 69:25

### Disco 2
1. Italiani - 3:41
2. Non è bello ciò che è bello - 3:00
3. Medley - 8:33
4. In fila per tre - 3:46
5. Tutti insieme lo denunciam - 4:32
6. Fantasia - 4:29
7. Quando sarai grande - 3:53
8. Lucignolo - 4:00
9. Mastro Geppetto - 2:57
10. Meno male che adesso non c'è Nerone - 3:41
11. Che comico il grillo parlante - 3:40
12. Ogni favola è un gioco - 3:39
13. La luna - 3:41
14. Un giorno credi - 2:58
15. In prigione in prigione - 5:58
16. Rinnegato - 4:54

Durata: 67:22